# Chú Lăng Nghiêm

Biểu tượng của chú Lăng Nghiêm

Chú Lăng Nghiêm (Śūraṅgama mantra/楞嚴咒) là một trường Thần chú (Đhāraṇī/Đà-La-Ni) của Phật giáo ở khu vực Đông Á. Mặc dù tương đối ít được biết đến trong vùng Tây Tạng hiện đại, nhưng có một số văn bản Thần chú Śūraṅgama trong kinh điển Phật giáo Tây Tạng. Chú Lăng Nghiêm có mối liên hệ chặt chẽ với truyền thống Thiền định ở Phật giáo Trung Hoa. Câu thần chú này lấy theo theo chương mở đầu của kinh Lăng Nghiêm (Śūraṅgama Sūtra), trong lịch sử được Đức Phật Cồ Đàm (Gautama) truyền lại cho Bồ tát Văn-thù-sư-lợi (Manjushri) để bảo vệ Tôn giả Ananda trước khi vị này đắc quả trở thành một La Hán (Arhat). Điều này lại được Đức Phật nói ra trước hội chúng tu sĩ và cư sĩ. Trong Śūraṅgama Sūtra, câu thần chú tiếng Phạn (được gọi khác nhau là Dhāraṇī/Đà-La-ni hoặc Chân ngôn) có trong đó được gọi là Sitātapatroṣṇīṣa dhāraṇī (Bạch Tản Cái Đà La Ni/大白傘蓋陀羅尼/Gdugs dkar), Thần chú Lăng Nghiêm Śūraṅgama (楞嚴咒) nổi tiếng và được tụng niệm phổ biến trong Phật giáo Đông Á.
Giống như thần chú Lục tự Đại minh "Om Mani Padme Hum" (Án Ma ni Bát mê hồng) và Chú Đại Bi (Nīlakaṇṭha Dhāraṇī/Đại bi tâm đà la ni), thần chú Lăng Nghiêm Śūraṅgama đồng nghĩa với việc thực hành hạnh Bồ Tát Quán Thế Âm (Avalokiteśvara), một vị bồ tát quan trọng trong cả Phật giáo Đông Á và Phật giáo Tây Tạng. Thần chú Śūraṅgama cũng đề cập rộng rãi đến các vị thần Phật giáo như Bồ Tát Văn Thù, Mahākāla (Đại Hắc Thiên), Sitatapatra (Bạch Tản Cái), Bát bộ Kim Cang (Vajrapani) và Ngũ trí Như Lai, đặc biệt là Phật Dược sư (Bhaisajyaguru). Đây là thần chú oai lực thường được trì chú để bảo vệ, trợ oai, gia hộ trước ma chướng, tà linh hoặc sử dụng như là một nghi thức thanh tẩy, vì nó thường được đọc như một phần của nghi thức cầu nguyện buổi sáng hàng ngày trong các tu viện. Ở Trung Quốc còn có bộ kinh Đại thừa Thủ-lăng-nghiêm-tam-muội kinh (śūraṃgamasamādhi). Theo các phật tử thì việc thường xuyên trì tụng Thần Chú Lăng Nghiêm có thể giải trừ được khí độc trong trời đất, người Phật tử trì tụng, trong vô hình đối với trời, đất, và mọi sự có được sự trợ giúp và cảm ứng. Chú Lăng Nghiêm là bài chú dài nhất gọi là "linh văn" vì vương chú này linh mẫn, vi diệu vô biên.

## Nội dung
Phiên bản tiếng Việt của Chú Lăng Nghiêm như sau:
Nam-Mô-Lăng-Nghiêm Hội-Thượng Phật Bồ Tát ( 3 lần )
Diệu trạm tổng trì bất động tôn
Thủ Lăng Nghiêm Vương thế hi hữu
Tiêu Ngã ức kiếp điên đảo tưởng
Bất lịch tăng kỳ hoạch pháp thân
Nguyện kim đắc quả thành bảo vương
Hoàn độ như thị hằng sa chúng
Tương thử thâm tâm phụng trần sát
Thị tắc danh vị báo Phật ân
Phục thỉnh Thế Tôn vị chứng minh,
Ngũ trược ác thế thệ tiên nhập,
Như nhứt chúng sanh vị thành Phật
Chung bất ư thử thủ nê hoàn
Đại Hùng, Đại Lực, Đại Từ Bi
Hi cánh thẩm trừ vi tế hoặc
Linh ngã tảo đăng vô thượng giác
Ư thập phương giới tọa đạo tràng
Thuấn nhã đa tánh khả tiêu vong
Thước ca ra tâm vô động chuyển
Nam mô thường trụ thập phương Phật 
Nam mô thường trụ thập phương Pháp 
Nam mô thường trụ thập phương Tăng 
Nam mô Thích Ca Mâu Ni Phật 
Nam mô Phật Đảnh Thủ Lăng Nghiêm 
Nam mô Quán Thế Âm Bồ Tát 
Nam mô Kim Cang Tạng Bồ Tát 
Nhĩ thời Thế Tôn, Tùng nhục kế trung
Dõng bá bảo quang, Quang trung dõng xuất
Thiên diệp bảo liên, Hữu hóa Như Lai
Tọa bảo hoa trung, Đảnh phóng thập đạo
Bá bảo quang minh, Nhứt nhứt quang minh
Giai biến thị hiện, Thập hằng hà sa
Kim Cang mật tích, Kình sơn trì sử
Biến hư không giới, Đại chúng ngưỡng quan
Ủy ái kiêm bảo, Cầu Phật ai hựu
Nhứt tâm thính Phật, Vô kiến đảnh tướng
Phóng quang như Lai, Tuyên thuyết thần chú: 
Đệ Nhất
1.Nam mô tát đát tha
2.Tô già đa da
3.A ra ha đế
4.Tam miệu tam bồ đà tỏa
5.Nam mô tát đát tha
6.Phật đà cu tri sắc ni sam
7.Nam mô tát bà
8.Bột đà bột địa
9.Tát đa bệ tệ
10.Nam mô tát đa nẩm
11.Tam miệu tam bồ đà
12.Cu tri nẩm
13.Ta xá ra bà ca
14.Tăng già nẩm
15.Nam mô lô kê a la hán đa nẩm
16.Nam mô tô lô đa ba na nẩm
17.Nam mô ta yết rị đà dà di nẩm
18.Nam mô lô kê tam miệu dà đa nẩm
19.Tam miệu dà ba ra
20.Ðể ba đa na nẩm
21.Nam mô đề bà ly sắc nỏa
22.Nam mô tất đà da
23.Tỳ địa da
24.Ðà ra ly sắc nỏa
25.Xá ba noa
26.Yết ra ha
27.Ta ha ta ra ma tha nẩm
28.Nam mô bạt ra ha ma ni
29.Nam mô nhơn dà ra da
30.Nam mô bà dà bà đế
31.Lô đà ra da
32.Ô ma bát đế
33.Ta hê dạ da
34.Nam mô bà dà bà đế
35.Na ra dả
36.Noa da
37.Bàn dá ma ha tam mộ đà da
38.Nam mô tất yết rị đa da
39.Nam mô bà dà bà đế
40.Ma ha ca ra da
41.Ðịa rị bác lặc na
42.Dà ra tỳ đà ra
43.Ba noa ca ra da
44.A địa mục đế
45.Thi ma xá na nê
46.Bà tất nê
47.Ma đát rị dà noa
48.Nam mô tất yết rị đa da
49.Nam mô bà dà bà đế
50.Ða tha dà đa câu ra da
51.Nam mô bát đầu ma câu ra da
52.Nam mô bạc xà ra câu ra da
53.Nam mô ma ni câu ra da
54.Nam mô dà xà câu ra da
55.Nam mô bà dà bà đế
56.Ðế rị trà
57.Du ra tây na
58.Ba ra ha ra noa ra xà da
59.Ða tha dà đa da
60.Nam mô bà dà bà đế
61.Nam mô a di đa bà da
62.Ða tha dà đa da
63.A ra ha đế
64.Tam miệu tam bồ đà da
65.Nam mô bà dà bà đế
66.A sô bệ da
67.Ða tha dà đa da
68.A ra ha đế
69.Tam miệu tam bồ đà da
70.Nam mô bà dà bà đế
71.Bệ xa xà da
72.Câu lô phệ trụ rị da
73.Bác ra bà ra xà da
74.Ða tha dà đa da
75.Nam mô bà dà bà đế
76.Tam bổ sư bí đa
77.Tát lân nại ra lặc xà da
78.Ða tha dà đa da
79.A ra ha đế
80.Tam miệu tam bồ đà da
81.Nam mô bà dà bà đế
82.Xá kê dã mẫu na duệ
83.Ða tha dà đa da
84.A ra ha đế
85.Tam miệu tam bồ đà da
86.Nam mô bà dà bà đế
87.Lặc đát na kê đô ra xà da
88.Ða tha dà đa da
89.A ra ha đế
90.Tam miệu tam bồ đà da
91.Ðế biều
92.Nam mô tát yết rị đa
93.Ế đàm bà dà bà đa
94.Tát đác tha dà đô sắc ni sam
95.Tát đác đa bát đác lam
96.Nam mô a bà ra thị đam
97.Bác ra đế
98.Dương kỳ ra
99.Tát ra bà
100.Bộ đa yết ra ha
101.Ni yết ra ha
102.Yết ca ra ha ni
103.Bạt ra bí địa da
104.Sất đà nể
105.A ca ra
106.Mật rị trụ
107.Bát rị đác ra da
108.Nảnh yết rị
109.Tát ra bà
110.Bàn đà na
111.Mục xoa ni
112.Tát ra bà
113.Ðột sắc tra
114.Ðột tất phạm
115.Bát na nể
116.Phạt ra ni
117.Giả đô ra
118.Thất đế nẩm
119.Yết ra ha
120.Ta ha tát ra nhã xà
121.Tỳ đa băng ta na yết rị
122.A sắc tra băng xá đế nẩm
123.Na xoa sát đác ra nhã xà
124.Ba ra tát đà na yết rị
125.A sắc tra nẩm
126.Ma ha yết ra ha nhã xà
127.Tỳ đa băng tát na yết rị
128.Tát bà xá đô lô
129.Nể bà ra nhã xà
130.Hô lam đột tất phạp
131.Nan giá na xá ni
132.Bí sa xá
133.Tất đác ra
134.A kiết ni
135.Ô đà ca ra nhã xà
136.A bát ra thị đa câu ra
137.Ma ha bác ra chiến trì
138.Ma ha điệp đa
139.Ma ha đế xà
140.Ma ha thuế đa xà bà ra
141.Ma ha bạt ra bàn đà ra
142.Bà tất nể
143.A rị da đa ra
144.Tỳ rị câu tri
145.Thệ bà tỳ xà da
146.Bạt xà ra ma lễ để
147.Tỳ xá lô đa
148.Bột đằng dõng ca
149.Bạt xà ra chế hắt na a giá
150.Ma ra chế bà
151.Bát ra chất đa
152.Bạt xà ra thiện trì
153.Tỳ xá ra giá
154.Phiến đa xá
155.Bệ để bà
156.Bổ thị đa
157.Tô ma lô ba
158.Ma ha thuế đa
159.A rị da đa ra
160.Ma ha bà ra a bác ra
161.Bạt xà ra thương yết ra chế bà
162.Bạt xà ra câu ma rị
163.Câu lam đà rị
164.Bạt xà ra hắt tát đa giá
165.Tỳ địa da
166.Kiền dá na
167.Ma rị ca
168.Khuất tô mẫu
169.Bà yết ra đá na
170.Bệ lô giá na
171.Câu rị da
172.Dạ ra thố
173.Sắc ni sam
174.Tỳ chiếc lam bà ma ni giá
175.Bạt xà ra ca na ca ba ra bà
176.Lồ xà na
177.Bạt xà ra đốn trỉ giá
178.Thuế đa giá
179.Ca ma ra
180.Sát sa thi
181.Ba ra bà
182.Ế đế di đế
183.Mẫu đà ra
184.Yết noa
185.Ta bệ ra sám
186.Quật phạm đô
187.Ấn thố na mạ mạ tỏa 
Ðệ Nhị
188.Ô hồng
189.Rị sắc yết noa
190.Bác lặc xá tất đa
191.Tát đác tha
192.Già đô sắc ni sam
193.Hổ hồng đô lô ung
194.Chiêm bà na
195.Hổ hồng đô lô ung
196.Tất đam bà na
197.Hổ hồng đô lô ung
198.Ba ra sắc địa da
199.Tam bác xoa
200.Noa yết ra
201.Hổ hồng đô lô ung
202.Tát bà dược xoa
203.Hắt ra sát ta
204.Yết ra ha nhã xà
205.Tỳ đằng băng tát na yết ra
206.Hổ hồng đô lô ung
207.Giả đô ra
208.Thi để nẩm
209.Yết ra ha
210.Ta ha tát ra nẩm
211.Tỳ đằng băng tát na ra
212.Hổ hồng đô lô ung
213.Ra xoa
214.Bà già phạm
215.Tát đác tha
216.Già đô sắc ni sam
217.Ba ra điểm
218.Xà kiết rị
219.Ma ha ta ha tát ra
220.Bột thọ ta ha tát ra
221.Thất rị sa
222.Câu tri ta ha tát nê
223.Ðế lệ a tệ đề thị bà rị đa
224.Tra tra anh ca
225.Ma ha bạt xà lô đà ra
226.Ðế rị bồ bà na
227.Man trà ra
228.Ô hồng
229.Ta tất đế
230.Bạt bà đô
231.Mạ mạ
232.Ấn thố na mạ mạ tỏa 
Ðệ Tam
233.Ra xà bà dạ
234.Chủ ra bạt dạ
235.A kỳ ni bà dạ
236.Ô đà ca bà dạ
237.Tỳ xa bà dạ
238.Xá tát đa ra bà dạ
239.Bà ra chước yết ra bà dạ
240.Ðột sắc xoa bà dạ
241.A xá nể bà dạ
242.A ca ra
243.Mật rị trụ bà dạ
244.Ðà ra nị bộ di kiếm
245.Ba già ba đà bà dạ
246.Ô ra ca bà đa bà dạ
247.Lặc xà đàn trà bà dạ
248.Na dà bà dạ
249.Tỳ điều đát bà dạ
250.Tô ba ra noa bà dạ
251.Dược xoa yết ra ha
252.Ra xoa tư yết ra ha
253.Tất rị đa yết ra ha
254.Tỳ xá giá yết ra ha
255.Bô đa yết ra ha
256.Cưu bàn trà yết ra ha
257.Bổ đơn na yết ra ha
258.Ca tra bổ đơn na yết ra ha
259.Tất kiền độ yết ra ha
260.A bá tất ma ra yết ra ha
261.Ô đàn ma đà yết ra ha
262.Xa dạ yết ra ha
263.Hê rị bà đế yết ra ha
264.Xả đa ha rị nẩm
265.Yết bà ha rị nẩm
266.Lô địa ra ha rị nẩm
267.Mang ta ha rị nẩm
268.Mê đà ha rị nẩm
269.Ma xà ha rị nẩm
270.Xà đa ha rị nữ
271.Thị tỷ đa ha rị nẩm
272.Tỳ đa ha rị nẩm
273.Bà đa ha rị nẩm
274.A du giá ha rị nữ
275.Chất đa ha rị nữ
276.Ðế sam tát bệ sam
277.Tát bà yết ra ha nẩm
278.Tỳ đà dạ xà
279.Sân đà dạ di
280.Kê ra dạ di
281.Ba rị bạt ra giả ca
282.Hất rị đởm
283.Tỳ đà dạ xà
284.Sân đà dạ di
285.Kê ra dạ di
286.Trà diễn ni
287.Hất rị đởm
288.Tỳ đà dạ xà
289.Sân đà dạ di
290.Kê ra dạ di
291.Ma ha bát du bát đác dạ
292.Lô đà ra
293.Hất rị đởm
294.Tỳ đà dạ xà
295.Sân đà dạ di
296.Kê ra dạ di
297.Na ra dạ noa
298.Hất rị đởm
299.Tỳ đà dạ xà
300.Sân đà dạ di
301.Kê ra dạ di
302.Ðát đỏa dà lô trà tây
303.Hất rị đởm
304.Tỳ đà dạ xà
305.Sân đà dạ di
306.Kê ra dạ di
307.Ma ha ca ra
308.Ma đác rị già noa
309.Hất rị đởm
310.Tỳ đà dạ xà
311.Sân đà dạ di
312.Kê ra dạ di
313.Ca ba rị ca
314.Hất rị đởm
315.Tỳ đà dạ xà
316.Sân đà dạ di
317.Kê ra dạ di
318.Xà dạ yết ra
319.Ma độ yết ra
320.Tát bà ra tha ta đạt na
321.Hất rị đởm
322.Tỳ đà dạ xà
323.Sân dà dạ di
324.Kê ra dạ di
325.Giả đốt ra
326.Bà kỳ nể
327.Hất rị đởm
328.Tỳ đà dạ xà
329.Sân đà dạ di
330.Kê ra dạ di
331.Tỳ rị dương hất rị tri
332.Nan đà kê sa ra
333.Dà noa bác đế
334.Sách hê dạ
335.Hất rị đởm
336.Tỳ đà dạ xà
337.Sân đà dạ di
338.Kê ra dạ di
339.Na yết na xá ra bà noa
340.Hất rị đởm
341.Tỳ đà dạ xà
342.Sân đà dạ di
343.Kê ra dạ di
344.A la hán
345.Hất rị đởm
346.Tỳ đà dạ xà
347.Sân đà dạ di
348.Kê ra dạ di
349.Tỳ đa ra dà
350.Hất rị đởm
351.Tỳ đà dạ xà
352.Sân đà dạ di
353.Kê ra dạ di
354.Bạt xà ra ba nể
355.Câu hê dạ câu hê dạ
356.Ca địa bát đế
357.Hất rị đởm
358.Tỳ đà dạ xà
359.Sân đà dạ di
360.Kê ra dạ di
361.Ra xoa vỏng
362.Bà dà phạm
363.Ấn thố na mạ mạ tỏa 
Ðệ Tứ
364.Bà dà phạm
365.Tát đác đa bát đác ra
366.Nam mô tý đô đế
367.A tất đa na ra lặc ca
368.Ba ra bà
369.Tất phổ tra
370.Tỳ ca tát đác đa bát đế rị
371.Thập phật ra thập phật ra
372.Ðà ra đà ra
373.Tần đà ra tần đà ra
374.Sân đà sân đà
375.Hổ hồng hổ hồng
376.Phấn tra phấn tra phấn tra phấn tra phấn tra
377.Ta ha
378.Hê hê phấn
379.A mâu ca da phấn
380.A ba ra đề ha da phấn
381.Ba ra bà ra đà phấn
382.A tố ra
383.Tỳ đà ra
384.Ba ca phấn
385.Tát bà đề bệ tệ phấn
386.Tát bà na dà tệ phấn
387.Tát bà dược xoa tệ phấn
388.Tát bà kiền thát bà tệ phấn
389.Tát bà bổ đơn na tệ phấn
390.Ca tra bổ đơn na tệ phấn
391.Tát bà đột lang chỉ đế tệ phấn
392.Tát bà đột sáp tỷ lê
393.Hất sắc đế tệ phấn
394.Tát bà thập bà lê tệ phấn
395.Tát bà a bá tất ma lê tệ phấn
396.Tát bà xá ra bà noa tệ phấn
397.Tát bà địa đế kê tệ phấn
398.Tát bà đát ma đà kê tệ phấn
399.Tát bà tệ đà da
400.Ra thệ giá lê tệ phấn
401.Xà dạ yết ra
402.Ma độ yết ra
403.Tát bà ra tha ta đà kê tệ phấn
404.Tỳ địa dạ
405.Giá lê tệ phấn
406.Giả đô ra
407.Phược kỳ nể tệ phấn
408.Bạt xà ra
409.Câu ma rị;
410.Tỳ đà dạ
411.La thệ tệ phấn
412.Ma ha ba ra đinh dương
413.Xoa kỳ rị tệ phấn
414.Bạt xà ra thương yết ra dạ
415.Ba ra trượng kỳ ra xà da phấn
416.Ma ha ca ra dạ
417.Ma ha mạt đát rị ca noa
418.Nam mô ta yết rị đa da phấn
419.Tỷ sắc noa tỳ duệ phấn
420.Bột ra ha mâu ni duệ phấn
421.A kỳ ni duệ phấn
422.Ma ha yết rị duệ phấn
423.Yết ra đàn tri duệ phấn
424.Miệc đát rị duệ phấn
425.Lao đát rị duệ phấn
426.Giá văn trà duệ phấn
427.Yết la ra đác rị duệ phấn
428.Ca bát rị duệ phấn
429.A địa mục chất đa
430.Ca thi ma xá na
431.Bà tư nể duệ phấn
432.Diễn kiết chất
433.Tát đỏa bà tỏa
434.Mạ mạ ấn thố na mạ mạ tỏa 
Ðệ Ngũ 
435.Ðột sắc tra chất đa
436.A mạt đác rị chất đa
437.Ô xà ha ra
438.Dà ba ha ra
439.Lô địa ra ha ra
440.Ta bà ha ra
441.Ma xà ha ra
442.Xà đa ha ra
443.Thị tỉ đa ha ra
444.Bạt lược dạ ha ra
445.Kiền đà ha ra
446.Bố sữ ba ha ra
447.Phả ra ha ra
448.Bà tả ha ra
449.Bát ba chất đa
450.Ðột sắc tra chất đa
451.Lao đà ra chất đa
452.Dược xoa yết ra ha
453.Ra sát ta yết ra ha
454.Bế lệ đa yết ra ha
455.Tỳ xá giá yết ra ha
456.Bộ đa yết ra ha
457.Cưu bàn trà yết ra ha
458.Tất kiền đà yết ra ha
459.Ô đát ma đà yết ra ha
460.Xa dạ yết ra ha
461.A bá tất ma ra yết ra ha
462.Trạch khê cách
463.Trà kỳ ni yết ra ha
464.Rị phật đế yết ra ha
465.Xà di ca yết ra ha
466.Xá câu ni yết ra ha
467.Lao đà ra
468.Nan địa ca yết ra ha
469.A lam bà yết ra ha
470.Kiền độ ba ni yết ra ha
471.Thập phạt ra
472.Yên ca hê ca
473.Trị đế dược ca
474.Ðát lệ đế dược ca
475.Giả đột thác ca
476.Ni đề thập phạt ra
477.Tỉ sam ma thập phạt ra
478.Bạt để ca
479.Tỷ để ca
480.Thất lệ sắc mật ca
481.Ta nể bát để ca
482.Tát bà thập phạt ra
483.Thất lô kiết đế
484.Mạt đà bệ đạt lô chế kiếm
485.A ỷ lô kiềm
486.Mục khê lô kiềm
487.Yết rị đột lô kiềm
488.Yết ra ha
489.Yết lam yết noa du lam
490.Ðản đa du lam
491.Hất rị dạ du lam
492.Mạt mạ du lam
493.Bạt rị thất bà du lam
494.Tỷ lật sắc tra du lam
495.Ô đà ra du lam
496.Yết tri du lam
497.Bạt tất đế du lam
498.Ô lô du lam
499.Thường dà du lam
500.Hắc tất đa du lam
501.Bạt đà du lam
502.Ta phòng án dà
503.Bát ra trượng dà du lam
504.Bộ đa tỷ đa trà
505.Trà kỳ ni
506.Thập bà ra
507.Ðà đột lô ca
508.Kiến đốt lô kiết tri
509.Bà lộ đa tỳ
510.Tát bát lô
511.Ha lăng già
512.Du sa đát ra
513.Ta na yết ra
514.Tỳ sa dụ ca
515.A kỳ ni
516.Ô đà ca
517.Mạt ra bệ ra
518.Kiến đa ra
519.A ca ra
520.Mật rị đốt
521.Ðát liểm bộ ca
522.Ðịa lật lặc tra
523.Tỷ rị sắc chất ca
524.Tát bà na câu ra
525.Tứ dẫn dà tệ
526.Yết ra rị dược xoa
527.Ðác ra sô
528.Mạt ra thị
529.Phệ đế sam
530.Ta bệ sam
531.Tất đát đa bát đác ra
532.Ma ha bạt xà lô
533.Sắc ni sam
534.Ma ha bát lặc trượng kỳ lam
535.Dạ ba đột đà
536.Xá dụ xà na
537.Biện đát lệ noa
538.Tỳ đà da
539.Bàn đàm ca lô di
540.Ðế thù
541.Bàn đàm ca lô di
542.Bát ra tỳ đà
543.Bàn đàm ca lô di
544.Ðát điệt tha
545.Án
546.A na lệ
547.Tỳ xá đề
548.Bệ ra
549.Bạt xà ra
550.Ðà rị
551.Bàn đà bàn đà nể
552.Bạt xà ra bán ni phấn
553.Hổ hồng, đô lô ung phấn
554.Ta bà ha